# مانولو خيمينيز
مانولو خيمينيز (بالإسبانية: Manuel Jiménez Rodríguez)‏ هو لاعب كرة قدم إسباني في مركز الوسط، ولد في 14 ديسمبر 1941 في إشبيلية في إسبانيا، وتوفي في 5 ديسمبر 2021 في فيغو في إسبانيا. لعب مع ريال بيتيس وسيلتا فيغو ونادي برشلونة ونادي بطليوس ونادي جيرونا ونادي خيريث ونادي كونستانسيا.

## وصلات خارجية
- مانولو خيمينيز على موقع قاعدة بيانات كرة القدم.إي يو (الإنجليزية)
- مانولو خيمينيز على موقع عالم كرة القدم.نت (الإنجليزية)